# 1882년 이탈리아 총선
1882년 이탈리아 총선은 이탈리아 하원 508인을 선출하기 위한 첫 선거로 1882년 10월 29일 1차 투표, 11월 5일 2차 투표가 치러졌다. 여당에 해당되는 역사적 좌파 진영이 508석 중 289석을 차지하여 원내 제1당을 유지하였다.

## 상세
선거에 앞서 유권자 요건이 완화되어 투표 연령을 25세에서 21세로 낮추고, 납세기준도 40리라에서 19.80리라로 낮추었으며 초등교육 3년을 이수한 남성은 면제되도록 하였다. 그 결과 유권자 규모가 지난 총선인 1880년 이탈리아 총선 당시 621,896명에서 2,017,829명으로 대폭 증가하였다.
선거제도 역시 1인 1선거구에 해당되는 소선거구제에서 2~5인 1선거구의 중선거구제로 개편되었다. 따라서 한 선거구의 유권자는 의원수에 따라 투표수가 결정되어 다수의 표를 행사할 수 있었다. 다만 5인 선거구에서는 4표로 제한되었다. 1차 투표의 당선 기준은 투표수의 절대 과반수 확보 및 유권자수의 8분의 1 이상이어야 했다. 배정된 의석수에 비해 후보자수가 2배 이상일 경우에는 2차 투표가 치러졌다.
여당 세력인 역사적 좌파는 아고스티노 데프레티스 총리가 이끌고 있었으며 제2세력인 역사적 우파는 볼로냐 출신의 전 총리 마르코 밍게티가 이끌었다. 제3세력은 역사적 극좌로서 이탈리아 혁명가 아고스티노 베르타니가 이끌었다.
선거 결과 좌파 정권이 508석 중 289석을 차지하며 제1세력을 유지하였으며, 우파 세력은 147석으로 제2세력을 유지했다. 선거 후 국왕 움베르토 1세가 아고스티노 데프레티스를 총리로 임명하였다.

## 참여 정당
| 정당 | 정당        | 성향     | 대표                  |
| ---- | ----------- | -------- | --------------------- |
|      | 역사적 좌파 | 자유주의 | 아고스티노 데프레티스 |
|      | 역사적 우파 | 보수주의 | 마르코 밍게티         |
|      | 역사적 극좌 | 급진주의 | 아고스티노 베르타니   |
|      | 반대파 좌파 | 진보주의 | 주세페 차나르델리     |

## 선거 결과
|                       |             |         |   |           |        |    |
| 정당                  | 정당        | 득표수  | % | 의석수    | 변화   |    |
|                       | 역사적 좌파 |         |   | 289 / 508 | +71    |    |
|                       | 역사적 우파 |         |   | 147 / 508 | -24    |    |
|                       | 역사적 극좌 |         |   | 44 / 508  | (신당) |    |
|                       | 반대파 좌파 |         |   | 19 / 508  | -100   |    |
|                       | 무소속      |         |   | 0 / 508   | 9      | +9 |
| 총합                  | 총합        |         |   | 508       | 0      |    |
| 유효표                | 1,161,205표 | 94.88%  |   |           |        |    |
| 무효표                | 62,646표    | 5.12%   |   |           |        |    |
|                       |             |         |   |           |        |    |
| 총 투표수             | 1,223,851표 | 100.00% |   |           |        |    |
| 유권자 (투표율)       | 2,017,829표 | 60.65%  |   |           |        |    |
| 출처: Nohlen & Stöver |             |         |   |           |        |    |